# Pterostylis chaetophora
Pterostylis chaetophora är en orkidéart som beskrevs av Mark Alwin Clements och David Lloyd Jones. Pterostylis chaetophora ingår i släktet Pterostylis och familjen orkidéer. Inga underarter finns listade i Catalogue of Life.